# Edicola di Lazzaro Morelli
L'edicola di Lazzaro Morelli, di gusto classicistico, si trova ad Ascoli Piceno in Piazza del Popolo aderente ad un'abside della parete esterna della chiesa di San Francesco. Fu costruita nel 1639 e dedicata alla Madonna di Reggio per volere del committente, il governatore pro tempore mons. Gerolamo dei conti Codebò di Modena.
Realizzata in travertino, l'opera è assegnata per tradizione allo scultore Lazzaro Morelli, che in seguito sarebbe divenuto a Roma uno dei principali aiuti di Bernini: attribuzione corretta di recente, restituendo la paternità del lavoro allo zio di Morelli, il maestro scalpellino Silvio Giosafatti (Marchegiani 2003). In effetti, al di là delle strette rispondenze stilistiche ed esecutive con le opere (soprattutto dossali d'altare) di Giosafatti, il vecchio equivoco deriva anche dall'aver creduto per lungo tempo che Morelli fosse nato in Ascoli nel 1608, quando si è invece scoperto recentemente che nacque a San Severino Marche nel 1619. All'epoca della commissione fra il 1638 e il 1639, dunque, Morelli era minorenne, e non un maestro che potesse assumere incarichi per sé; avendo perso da bambino il padre Fulgenzio, scalpellino fiorentino, lavorava alle dipendenze dello zio Giosafatti, rinomato capobottega del principale laboratorio di scultura applicata dell'Ascolano; inoltre, il giovane Morelli nello stesso periodo era vincolato per contratto a lavorare insieme al fratello Nicola, per conto dello zio, nella casa ascolana di Tiburzio Migliani.
L'edicola, si compone di un alto basamento, con cinque scalini semicircolari posti fra i piedistalli con epigrafi delle due colonnine scanalate dagli elaborati capitelli corinzi. Tra le due colonne libere e i relativi elaborati pilastri di fondo c'è la nicchia ad arco che ospitava l'immagine dipinta della Madonna di Reggio. Oggi al suo interno vi è un pannello ottocentesco a rilievo in terracotta dell'artista Paci, protetto da un cancelletto di ferro battuto. La trabeazione, che completa il riferimento al canone corinzio fissato da Jacopo Barozzi da Vignola in pieno Cinquecento, finemente ornata nella faccia inferiore da lacunari con rosoni, comprende un frontespizio ad arco di cerchio, il cui timpano è adorno di un opulento festone che incornicia un paffuto volto di cherubino, i cui caratteri rinviano alla maniera di Silvio Giosafatti.
L'edicola di Piazza del Popolo è un luogo particolare, legato al rituale dei condannati a morte ai quali,  prima di essere condotti fuori porta a Campo Parignano per l'esecuzione, era concesso di sostare davanti all'immagine della Madonna per le ultime preghiere.

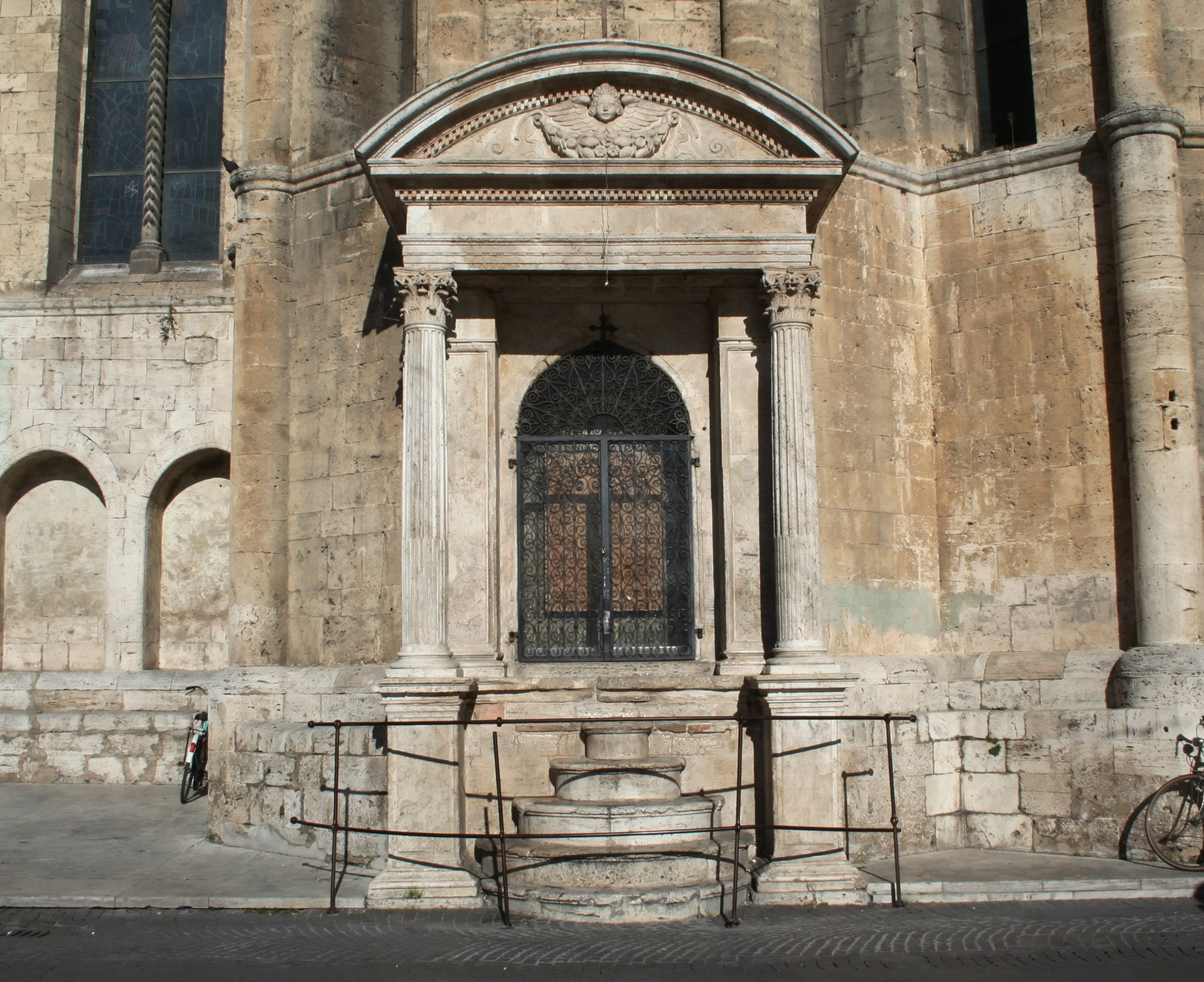
Edicola di Lazzaro Morelli
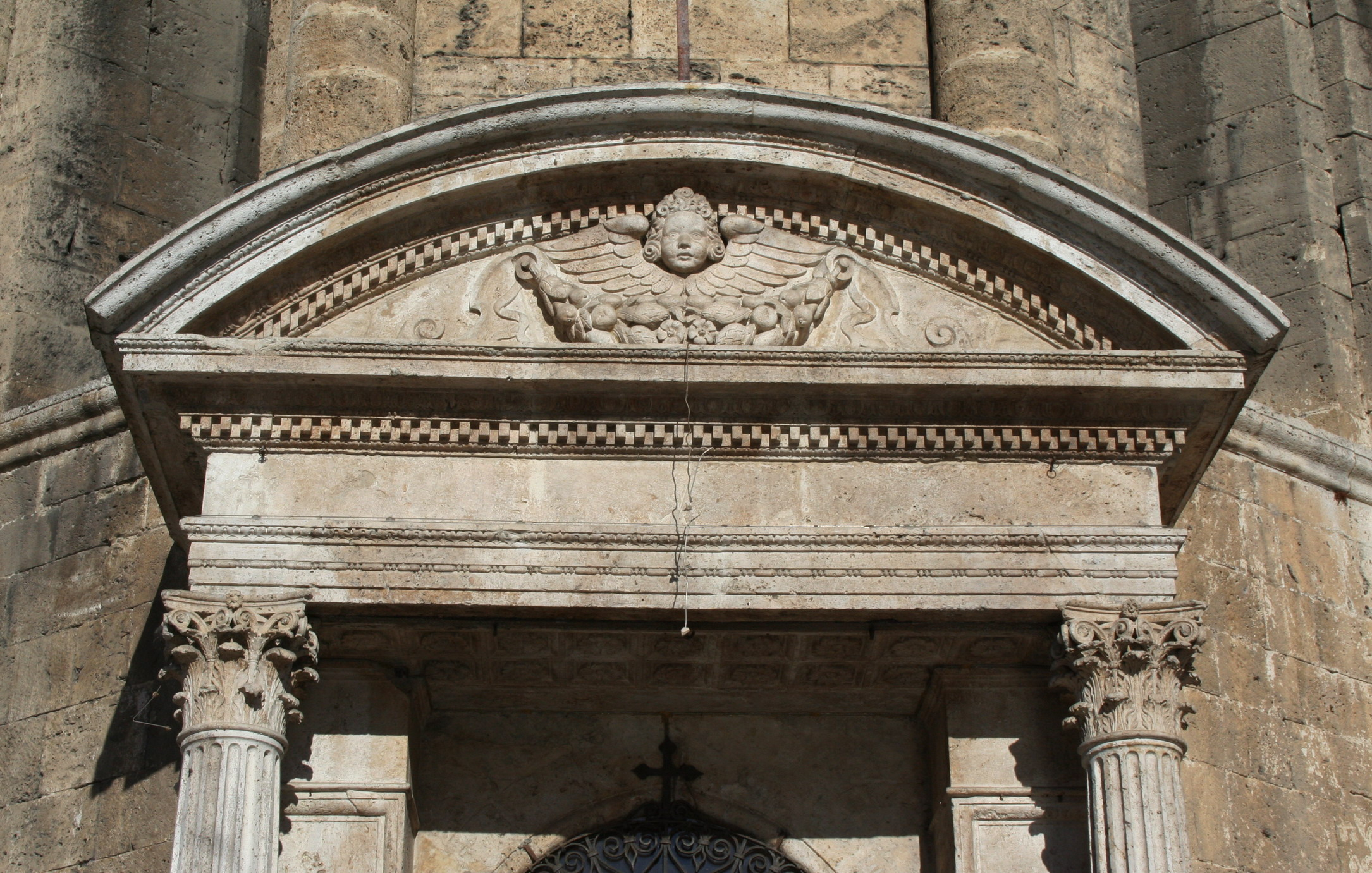
Trabeazione
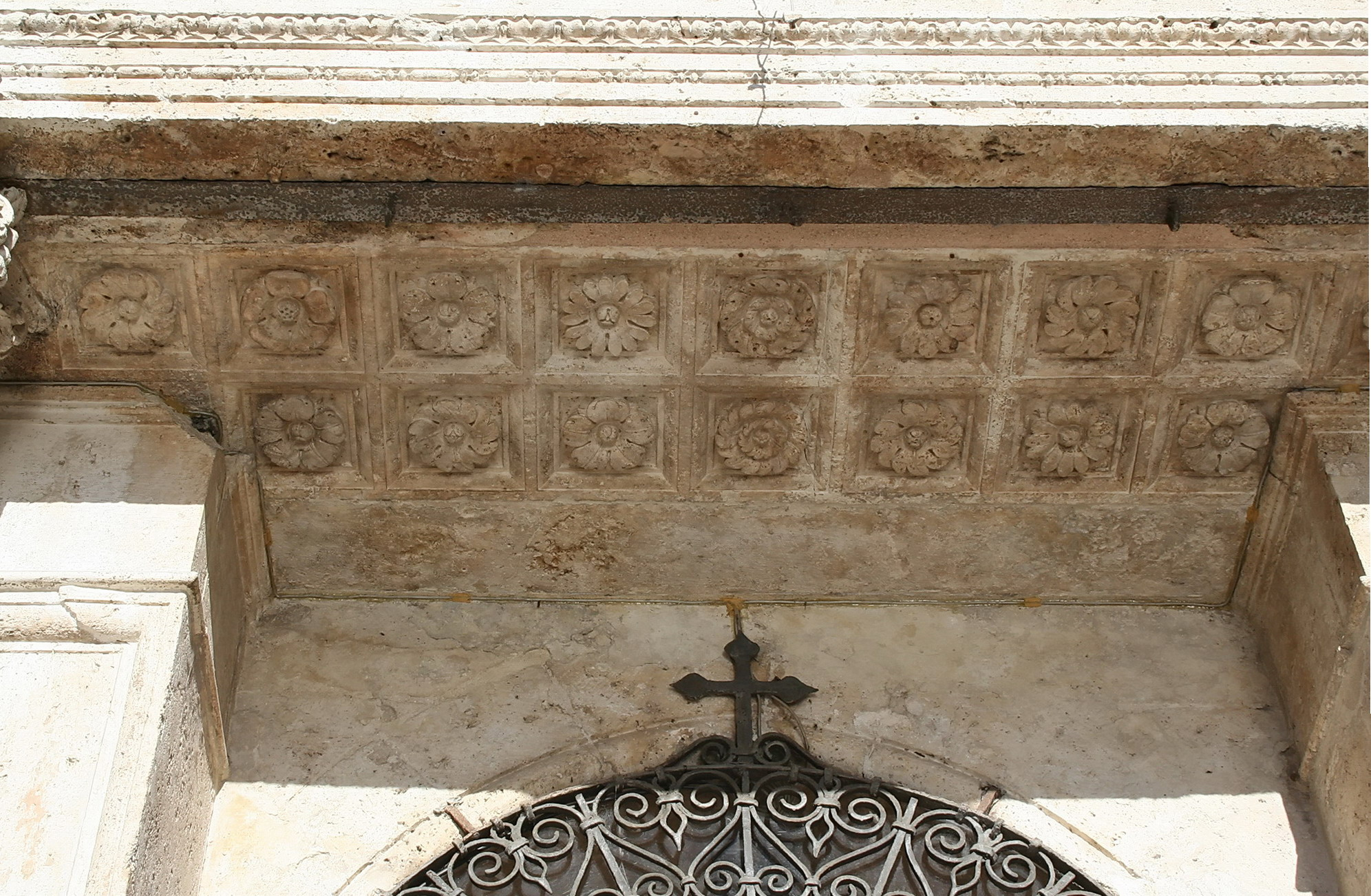
Decoro del soffitto
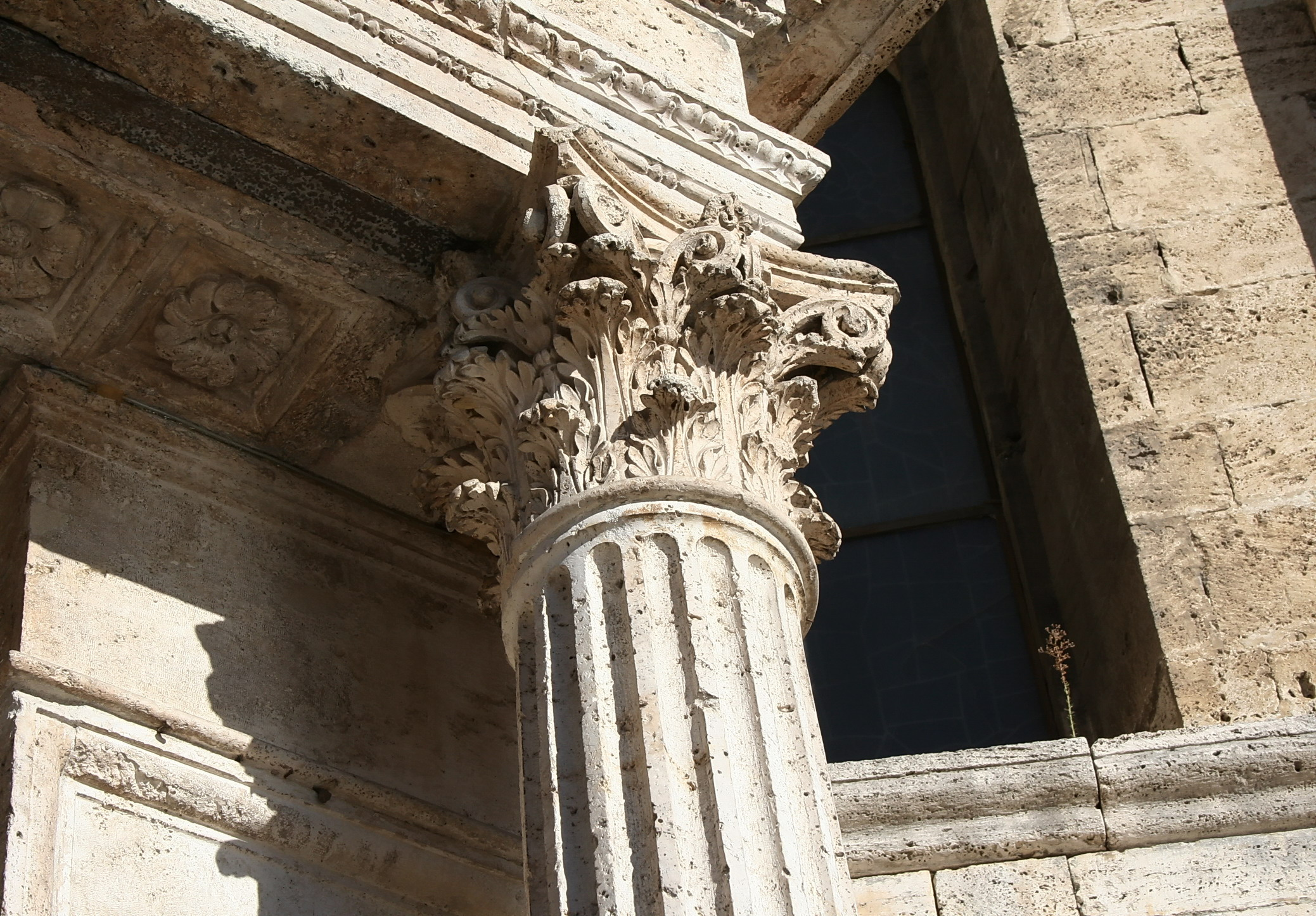
Capitello